# 金属ばね製造技能士
金属ばね製造技能士（きんぞくばねせいぞうぎのうし）とは、国家資格である技能検定制度の一種で、都道府県知事（問題作成等は中央職業能力開発協会、試験の実施等は都道府県職業能力開発協会）が実施する、金属ばね製造に関する学科及び実技試験に合格した者をいう。
なお職業能力開発促進法により、金属ばね製造技能士資格を持っていないものが金属ばね製造技能士と称することは禁じられている。

## 区分
金属ばね製造の中で線ばね製造作業、薄板ばね製造作業に分かれる。

## 級別
線ばね製造作業、薄板ばね製造作業ともに1級、2級の別がある。

## 実技作業試験内容

### 金属ばね製造(線ばね製造作業)
- 1級
  - 作業試験：手作業治工具によるねじりコイルばねの加工を行う。試験時間＝50分
  - 要素試験：変形カムの選定及びコイリングマシンの調整、ばねの不具合及びその発生原因の判定、圧縮ばねの平均値・標準偏差・工程能力指数の算出並びにカバレージの判定を行う。試験時間＝55分
- 2級
  - 作業試験：手作業治工具によるねじりコイルばねの加工を行う。試験時間＝50分
  - 要素試験：変形カムの選定及びコイリングマシンの調整、ばねの不具合及びその発生原因の判定並びに図面に基づくばね模型の作成を行う。試験時間＝45分

### 金属ばね製造(薄板ばね製造作業)
- 1級
  - 作業試験：ハンドプレスによる薄板ばねの加工を行う。試験時間＝50分
  - 要素試験：フォーミングマシンのカムの選定と取付け及び調整、ばねの不具合及び熱処理状態の判定、工程能力指数の算出等を行う。試験時間＝55分
- 2級
  - 作業試験：ハンドプレスによる薄板ばねの加工を行う。試験時間＝50分
  - 要素試験：フォーミングマシンのカムの選定と取付け及び調整、ばねの不具合の判定及び図面に基づくばねの模型の作成を行う。試験時間＝50分